# Hermann Greiner (Offizier)
Georg-Hermann Greiner (* 2. Januar 1920 in Heidenheim; † 26. September 2014 in Wangen im Allgäu) war ein Offizier der deutschen Luftwaffe im Zweiten Weltkrieg. Als Hauptmann wurde er für seine Leistungen in der Nachtjagd mit dem Eichenlaub zum Ritterkreuz des Eisernen Kreuzes ausgezeichnet.

## Leben

### Karriere im Dritten Reich
Greiner trat am 1. Oktober 1938 als Offiziersanwärter in die Luftwaffe ein. Nach der viermonatigen Grundausbildung begann er als Fahnenjunker mit seiner Flugausbildung in der Luftkriegsschule Berlin-Gatow, wo er am 30. Oktober 1939 den Pilotenschein machte. Er besuchte die Flugzeugführerschule C in Alt-Lönnewitz, wo er im Fliegen von mehrmotorigen Flugzeugtypen ausgebildet wurde. Weitere Ausbildungsstationen waren die Aufklärerschule bei Großenhain, die Blindflugschule in Neuburg an der Donau, die Zerstörerschule 2 bei Memmingen, die Jagdfliegerschule 2 in Schleißheim und die Nachtjagdschule in Stuttgart-Echterdingen. Am 1. Oktober 1941 wurde er nach Abschluss der Pilotenausbildung als Leutnant dem Nachtjagdgeschwader 1 in Stade bei Hamburg zugeteilt, dem er, mit einigen Zwischenstationen, bis zum Kriegsende angehörte. 
Am 20. April 1944 wurde er zum Oberleutnant befördert und am 1. November 1944 zum Kommandeur der IV. Gruppe in seinem Geschwader ernannt. In dieser Stellung wurde ihm am 17. April 1945 als Hauptmann das 840. Eichenlaub zum Ritterkreuz des Eisernen Kreuzes verliehen. Bei einem nächtlichen Einsatz im März 1945 verletzte sich Greiner am Bein. Bis Kriegsende am 8. Mai 1945 flog er keine Einsätze mehr.
Während des Krieges flog Greiner insgesamt 204 Einsätze, bei denen er 51 feindliche Flugzeuge, davon 47 in der Nacht, abschoss.
Am 26. Dezember 1943 wurde Greiner mit dem Ehrenpokal für besondere Leistung im Luftkrieg ausgezeichnet, und am 29. März 1944 wurde ihm das Deutsche Kreuz in Gold verliehen. Das Ritterkreuz des Eisernen Kreuzes erhielt Greiner am 27. Juli 1944.

### Leben nach dem Krieg
Nach der Kriegsgefangenschaft in einem Lager in Schleswig-Holstein wurde Greiner entlassen und kehrte zu seiner Mutter in die Nähe von Stuttgart zurück. Greiner, der weiterhin fliegen wollte, beschloss mit seinem Freund Heinz-Wolfgang Schnaufer in die Schweiz zu gelangen. Sie wollten mit südamerikanischen Konsulaten Kontakt aufnehmen, um dort als Piloten ein neues Leben zu beginnen. Bei dem Versuch die Grenze am 23. September 1946 illegal zu überqueren, wurden Greiner und Schnaufer festgenommen und interniert. Sechs Monate später wurden sie freigelassen. Greiner studierte in Bonn Jura und heiratete 1949. Nach seiner anfänglichen Tätigkeit als Vertriebsmitarbeiter einer Textilfabrik trat er im August 1957 als Hauptmann der Luftwaffe bei. 1974 schied er im Rang eines Oberstleutnants aus der Luftwaffe aus.